# 比尤納維斯塔鎮區 (伊利諾伊州斯凱勒縣)
比尤納維斯塔鎮區（英語：Buena Vista Township）是位於美國伊利諾伊州斯凱勒縣的一個行政鎮區。

## 地方資料
根據2010年美國人口普查的數據，比尤納維斯塔鎮區的面積為94.40平方千米，當中陸地面積為94.40平方千米，而水域面積為0.00平方千米。當地共有人口1723人，而人口密度為每平方千米18.25人。